# Pachycarpus linearis
Pachycarpus linearis är en oleanderväxtart som först beskrevs av Ernst Meyer, och fick sitt nu gällande namn av Nicholas Edward Brown. Pachycarpus linearis ingår i släktet Pachycarpus och familjen oleanderväxter. Inga underarter finns listade i Catalogue of Life.